# Plantago polita
Plantago polita är en grobladsväxtart som beskrevs av L.A. Craven. Plantago polita ingår i släktet kämpar, och familjen grobladsväxter. Inga underarter finns listade i Catalogue of Life.